# Химјарско краљевство
Краљевина Химјар или само Химјар (арапски: مملكة حِمْيَر), за време антике су Грци и Римљани звали Хомерско краљевство, простирало се на југозападу Јемена. Корени овог краљевства сежу до 110. п. н. е.. Седиште овог краљевства био је град Зафар, а пред крај је то постала Сана. Краљевина Химјар је успела да освоји суседна краљевства; Саба око 25. п. н. е, Катабан око 200. и Хадрамаут око 300. Химјар је био у вечним борбама и мирењима са суседном Сабом са различитим исходима, - све је то прекинуто око 280. године, кад је Химјар напокон коначно заузео Сабејско краљевство.

## Историја
Краљевина Химјар била је доминантна држава Јужне Арабије све до 525. Привреда ове краљевине заснивала се на робовласничкој пољопривреди и трговини егзотичним робама (тамјан, смирна, слоновача, злато и робови). Химјар који се простирао на рогу Јужне Арабије, контролисаоје поморски пут Црвеним Морем, а оно је повезивало Африку и Средоземље.

### Химјар од 115. п. н. е. до 300. године н. е.
У овом периоду, Краљевина Химјар је успела да заузме суседно Сабејско краљевство, а тад је и пресељен главни град из Мариба у Зафар (Рајдан). Рушевине Зафара и данас су видљиве у подножју планине Мудавар, близу града Јарима. Пред крај овог раздобља започело је доба стагнације и пада моћи краљевства. Трговина тамјаном није више била тако уносна, јер су Набатејци контролисали север и Хиџаз, а Римљани пловидбу Црвеним морем, након што су покорили Египат, Сирију и арабијске земље северно од Хиџаза. Оно што је било још горе јесте да су Химјар захватиле унутрашње племенске свађе и ратови. Због свега горе наведеног бројне Катанске породице (становници Химјара) размилеле су се и раселили по целој Арабији.

### Химјар од 300. године до ширењаисламапо Јемену
Ово време су обежили велики немири и бројни унутрашњи сукоби и ратови. Све је то искористило Краљевство Аксум из прекоморске Етиопије, које је напало најближе прекоморске земље Тихаму и Наџран по први пут 340. Аксум је вешто користио сталне унутрашње племенске сукобе између Хамдан и Химјара, тако да је заузео југ Арабије и држао га под окупацијом Тихаму и Наџран све до 378, кад су јеменска племена успела да протерају Аксумите. Након тешких оштећења Бране Мариб (за време великих поплава око (450. или 451.) Химјар је толико ослабио да га је то довело до коначног слома.
За неколико краљева Химјара се зна да су током 5. века, прихватили јудаизам. Арабијско полуострво је било место где су се преламали интереси између хршћанског Византијског царства и заратустријанске Персије.
Неутралност, и задржавање добрих трговинских односа са оба царства, било је битно за просперитет арабијских трговачких путева. Због тог неки данашњи научници сматрају да је избор јудаизма био покушај задржавања неутралности. Византијски цареви су увек прижељкивали да овладају над Арапским полуострвом и тако прошире свој утицај, али и да помоћу тога контролишу трговину егзотичном
робом и поморски пут до Индије. Византија се надла да ће то успети да постигне и без војног освајања, - једноставним преобраћањем тада поганских Арапа у хришћанство, нешто слично ономе што су постигли у Етиопији. Али осим почетних успеха по историјским деловима Арабије, по по осталим деловима Арабије имали су врло занемарљиве резултате.
Постоји наравно и једна историјска легенда о ширењу јудаизма по Химјару. Она иде овако, негде око 500, краљ Химјара, Абу Кариба Асад, предузео је офанзиву на северну Арабију, желевши да тако сузбије византијски утицај. Његова војска је доспела до Јатриба, и заузела га без отпора, потом су кренули даље на север оставивши краљевог сина као управитеља. Међутим, тек што су мало одмакли до њих је доспела вест да су становници Јатриба убили Абу Карибовог сина, због тог је очајни Абу Кариб окренуо војску на град желивши да освети свог сина. Посекао је све палме око града (од којих су мештани Јатриба живели) и поставио дуготрајну опсаду града.
Јеврејии Јатриба су се борили раме уз раме са својим паганским суграђанима како би одбранили свој град. Током дуге опсаде Абз Кариб се тешко разболео. Два јеврејска свештеника; Кааб и Асад дочули су за несрећу својих непријатеља, отишли су у логор краља Абу Кариба и уз своје медицинско знање успели да га изљечие, успут су га замолили да прекине опсаду и понудили му мир. Апел ове двојице мудраца уродио је плодом, - прича надаље говори да је Абу Кариб заиста прекинуо опсаду, али и то да је након тога прихватио јудаизам заједно са целом својом војском.
На његово инсистирање, та два мудраца су кренула са њим у Химјар, да прошире јудаизам. Краљ је захтевао од својих поданика да приме јудаизам, што су многи и учинили. Али то није текло без отпора, многи ипак то нису учинили, тако да је ипак половина остала паганска.
Владавина Абу Кариба након његовог преобраћања на јудаизам није дуго потрајала. Не зна се поуздано како је скончао, неки претпостављају да су га убили властити војници изморени његовим сталним ратничким походима. У сваком случају по његовој смрти на трон се попео пагански – Ду Шанатир.

## Језик краљевства
По Химјару се говорио изумрли химјаритски језик (Семитски језик) којим се говорило по југо западној Арабији до 10. века.

## Сабејски и Химјарски краљеви
| Име                             | време (оквирно)    |
| ------------------------------- | ------------------ |
| Мабад                           | 115-100. п. н. е.  |
| Сумхуали Дарих III              | 20-5. п. н. е.     |
| Дамарали Ватар Џуханим          | 5 . п. н. е. - 20. |
| Џадаил Ватар II                 | 20-25.             |
| Дамарали Баџин II               | 25-45.             |
| Карибил Ватар Џуханим I         | 45-60.             |
| Дамарали Дарих                  | 70-80.             |
| Juhakam                         | 80-85.             |
| Карибил Баџин III               | 85-90.             |
| Нашакариб Џухамин I             | 90-100             |
| Рабшамс Нимран                  | 100-110.           |
| Илшарах Џадаб I                 | 110-125.           |
| Ватар Џухамин                   | 125-135            |
| Садшамс Асра                    | 135-145.           |
| Џасир Џухасдик                  | 140-145            |
| Дамали Џухабир I                | 145-160.           |
| Таран I                         | 160-170.           |
| ?                               |                    |
| Таран II Џауб Џуханим           | 220-225.           |
| Лиаз Џухануф Џухасдик           | 225-230.           |
| Шамар Џухамид                   | 230-245.           |
| Карибил Аџфа                    | 245-265            |
| Џасир Џуханим I                 | 275-285.           |
| Шамар Џухариш                   | 238-300..          |
| Џасир Џуханим II                | 300-310.           |
| Дамарали Џухабир II             | 310-315.           |
| Таран Џуханим                   | 315-340            |
| Малкикариб Џухамин I            | 340-345            |
| Карибил Ватар Џуханим III       | 345-360            |
| (Хасан) Малкикариб Џу(ха)мин II | 375-410            |
| Дарамар Ајман II                | 375-410            |
| Абукариб Асад                   | 410-435            |
| Хасан Џухамин                   | 436-440            |
| Шарабил Џафур                   | 440-458            |
| Шарабил Јакуф                   | 458-485.           |
| Мадикариб I Џанум               | 485-490            |
| Абд-кулалум                     | 490-495            |
| Мартадилум Џануф                | 495-505.           |
| Мадикариб II Џафур              | 505-517            |
| Јусуф Асар Џатар (Ду Нувас)     | 517-525            |
| Симјафа Ашва                    | 525-536            |
| Абраха                          | 536-570.           |